# 22957 Vaintrob
22957 Vaintrob (1999 TR270) là một tiểu hành tinh vành đai chính được phát hiện ngày 3 tháng 10 năm 1999 bởi nhóm nghiên cứu tiểu hành tinh gần Trái Đất phòng thí nghiệm Lincoln ở Socorro.